# Leslie Frazier
Leslie Antonio Frazier (* 3. April 1959 in Columbus, Mississippi) ist ein US-amerikanischer American-Football-Trainer. Seit 2024 ist er der Assistant Head Coach der Seattle Seahawks in der National Football League (NFL). Zuvor war er unter anderem drei Jahre lang der Head Coach der Minnesota Vikings und sechs Jahre der Defensive Coordinator der Buffalo Bills.
Vor seiner Trainerkarriere spielte er vier Jahre als Cornerback für die Chicago Bears.

## Karriere

### Spieler
Frazier begann seine Karriere 1981 bei den Bears. Er spielte fünf Spielzeiten als Cornerback sowie seltener als Safety. Höhepunkt seiner Spielerkarriere war der Sieg im Super Bowl XX. Während dieses Endspiels zog er sich eine schwere Knieverletzung zu, die ihn zu seinem Karriereende zwang.

### Trainer
1988 übernahm er die College-Mannschaft der Trinity International University. Er formte das Team als Head Coach über neun Spielzeiten lang. 1996 verließ er die Trinity University in Richtung Illinois. An der University of Illinois arbeitete er zwei Jahre als Trainer der Defensive Backs.
Andy Reid holte Leslie Frazier 1999 als Defensive-Backs-Coach zu den Philadelphia Eagles. Bereits in Philadelphia arbeitete er mit dem späteren Head Coach der Vikings, Brad Childress. 2003 wechselte er zu den Cincinnati Bengals. Er übernahm für eine Saison die Koordination der Defensive Line, die mit 36 Balleroberungen die drittstärkste Defense der Saison stellte. 2005 blieb er dann für ein Jahr bei den Indianapolis Colts, wo er wiederum für die Defensive Backs verantwortlich war.
Frazier kam 2007 unter der Leitung von Brad Childress zu den Minnesota Vikings. Er übernahm das Amt des Defensive Coordinator, nachdem sein Vorgänger Mike Tomlin von den Pittsburgh Steelers als Head Coach verpflichtet wurde. 2009 verlängerte er seinen Vertrag um ein weiteres Jahr und Childress nominierte ihn in der Folge als Co-Trainer (Assistant Head Coach).
Nach der Entlassung von Brad Childress übernahm er übergangsweise den Posten des Head Coaches bei den Vikings. Nach der Saison 2013 mit nur fünf Siegen, bei zehn Niederlagen und einem Unentschieden, wurde Frazier im Januar 2014 von den Minnesota Vikings entlassen. Einige Tage darauf verpflichteten die Tampa Bay Buccaneers Frazier als Defensive Coordinator.
In der Saison 2016 trainierte er die Defensive Backs der Baltimore Ravens. Ab dem darauffolgenden Jahr übernahm er die Stelle des Defensive Coordinators bei den Buffalo Bills und war ab 2020 zusätzlich deren Assistant Head Coach. Zur Saison 2024 wechselte er als neuer Assistant Head Coach zu den Seattle Seahawks.